# 후베르투스 폰 작센코부르크고타 공자
후베르투스 폰 작센코부르크고타 공자(Dietmar Hubertus Friedrich Wilhelm Philipp, 1909년 8월 24일 ~ 1943년 11월 26일)는 독일의 택배 조종사이자 독일 제국의 시조 공국을 통치했던 작센코부르크고타 가문의 일원이었다. 빅토리아 여왕의 증손자로 영국과 아일랜드의 왕자로 태어난 후베르투스는 제1차 세계 대전 중에 이 칭호를 잃었다. 1932년에 그는 자신의 가문의 후계자가 되었다. 비밀리에 동성애자였던 그는 결혼하지 않았다. 후베르투스는 아돌프 히틀러와 나치즘에 반대했음에도 불구하고 제2차 세계 대전이 발발하자 나치당에 입당했다. 그는 전투 중 사망할 때까지 동부 전선의 루프트바페에서 복무했다.